# Calopteryx xanthostoma
Espèce
Statut de conservation UICN

 LC  : Préoccupation mineure
Calopteryx xanthostoma, le caloptéryx occitan ou caloptéryx ouest-méditerranéen, est une espèce de demoiselles de la famille des Calopterygidae.

## Distribution
Cette espèce est fréquente sur les cours d'eau méridionaux et de l'ouest de la France jusqu'à la Loire, le long de la côte de Ligurie en Italie et dans la péninsule Ibérique où elle se raréfie vers le sud.

## Espèce proche
Calopteryx xanthostoma ressemble à Calopteryx splendens (à tel point qu'elle a été considérée comme sous-espèce de cette dernière et nommée alors Calopteryx splendens xanthostoma (Charpentier, 1825), mais elle en est distincte génétiquement). Cependant, dans les zones de chevauchement des répartitions en Europe occidentale, C. xanthostoma mâle a des ailes où la coloration atteint toujours l'apex (photo).

C. xanthostoma s'hybride parfois avec C. splendens.